# Ihova
Ihova je naselje v Občini Benedikt.